# Марк Генуций Авгурин
Марк Генуций Авгурин (лат.  Marcus Genucius Augurinus; V век до н. э.) — римский политический деятель, консул 445 года до н. э. Сын Луция Генуция, брат Тита Генуция, консула 451 года до н. э. и
децемвира.
Коллегой Марка Генуция по должности был Гай Курций Филон. Именно в этот консульский год народный трибун Гай Канулей выдвинул законодательные инициативы о разрешении смешанных браков между представителями плебса и патрициата и о допуске плебеев к консульской должности. Консулы выступили против обеих инициатив. Они попытались пойти на компромисс, согласившись со смешанными браками, но отстаивая монополию патрициев на консульство, но трибуны отказались от уступок.
Генуций и Курций не могли противодействовать трибунам открыто через сенат и поэтому были вынуждены совещаться с наиболее влиятельными сенаторами с глазу на глаз. Было решено допустить избрание вместо консулов новых должностных лиц — военных трибунов с консульской властью, причём избирать их из числа всех граждан.
Теодор Моммзен уверен, что рассказ Ливия о консулате Авгурина и Филона — чистый вымысел.